# بيركهولدرية حديدية
بيركهولدرية حديدية (الاسم العلمي: Burkholderia ferrariae) هي نوع من البكتيريا، سلبية الغرام، تتبع جنس البيركهولدرية.